# Gustave Cabaret
Gustave Cabaret (* 1. November 1866 in Claye-Souilly, Département Seine-et-Marne, Frankreich; † 4. April 1918 in Paris) war ein französischer Bogenschütze.
Cabaret erreichte bei den Olympischen Spielen 1908 in London den dritten Platz und gewann somit die Bronzemedaille im Wettbewerb Continental Round der Bogenschützen. In der Double York Round belegte er Rang 26.
Cabaret startete für die Compagnie d’Arc de Saint-Pierre de Montmartre.